# Comitatul Anoka, Minnesota
Comitatul Anoka (în engleză Anoka County) este un comitat din statul Minnesota, Statele Unite ale Americii.

## Geografie

### Lacuri
- Cedar Lake
- Crooked Lake
- Ham Lake
- Lake George
- McCann Lake
- Moore Lake
- Round Lake
- Spring Lake
- Smith Lake

### Râuri
- Cedar Creek
- Coon Creek
- Crooked Brook
- Ford Brook
- Hardwood Creek
- Mahoney Brook
- Mississippi River
- Rice Creek
- Rum River
- Sand Creek
- Seelye Brook
- Trott Brook

### Autostrăzi majore
- Interstate 35
- Interstate 35E
- Interstate 35W
- Interstate 694
- U.S. Highway 10
- U.S. Highway 169
- Minnesota State Highway 47
- Minnesota State Highway 65
- Minnesota State Highway 242
- Minnesota State Highway 610

### Comitate adiacente
- Isanti County (nord)
- Chisago County (nord-est)
- Washington County (sus-est)
- Ramsey County (sud-est)
- Hennepin County (sud-west)
- Sherburne County (nord-vest)